# 阿爾費拉基宮
阿爾費拉基宮（俄语：Дворец_Алфераки）是位於俄羅斯塔甘羅格的一座博物館，該建築最初是富商尼科斯·阿爾費拉的宅第。由建築師安德烈·史塔肯納德於1848年在塔甘羅格市中心的伏龍芝街建造。該建築主體裝飾有一個大門，其中擁有四根科林斯柱和新巴洛克風格的灰泥造型。室內則設有一套房間，還有一個帶天花板畫的寬敞音樂廳。

## 歷史
阿爾費拉基宮的第一任主人是尼科斯·阿爾費拉（Nikos Alferakis），其後1863年7月則交由米哈伊爾·謝普金於入住，1870 年代，當阿爾費拉基家族破產後，這個宮殿被賣給了希臘商人內格羅蓬特。花園則被賣給了商人社區。它作為商業大會重新開放。安东·契诃夫曾在1876年參加商業俱樂部於阿爾費拉基宮所舉辦的音樂會，他後來在他的小說《姚內奇》、《面具》和《我的生活》中提到了這座宮殿。
1918年2月至4月，這座豪宅成為蘇聯位於塔甘羅格的工人委員會的總部。在1918年佔領期間，它曾作為戰爭醫院使用，並在1919年安置了包括安東·伊万諾維奇·鄧尼金在內的高層人員。
當蘇聯正式在塔甘羅格建立政權後，該建築容納了各種機構。1927年後，阿爾費拉基宮成為地方研究博物館，後在第二次世界大戰期間，阿爾費拉基宮整個俄羅斯藝術收藏品以及339件其他藝術品被納粹德國占領當局洗劫一空。
阿爾費拉基宮於1991年至1996年進行了修復工程，現在作為地方研究博物館向公眾開放，該建築物經常被市政府用於舉行官方儀式，特別是塔甘羅格市長為表彰最優秀的學校畢業生而舉行的年度儀式。

## 宮殿設計
阿爾費拉基宮的建築認為是南方新巴洛克風格的典範。該建築裝飾有四根帶有古典大寫字母的科林斯式柱。在山形牆的中央設有阿爾費拉基的高貴徽章。屋頂則有欄杆構成。建築內部設有約41階的大理石樓梯。大堂各部門的擺設均採用洛可可風格設計。

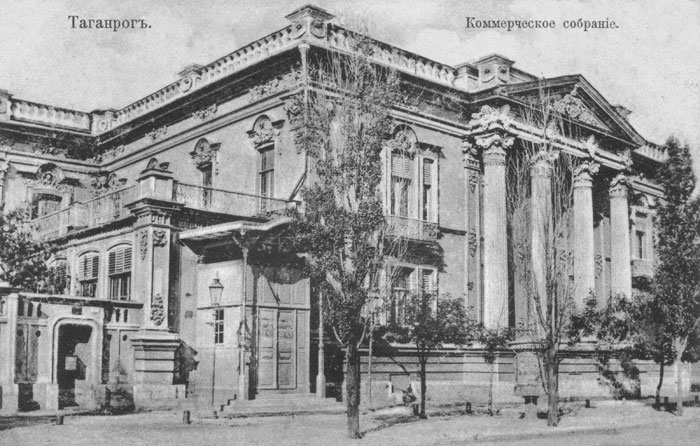
20世紀初期的阿爾費拉基宮
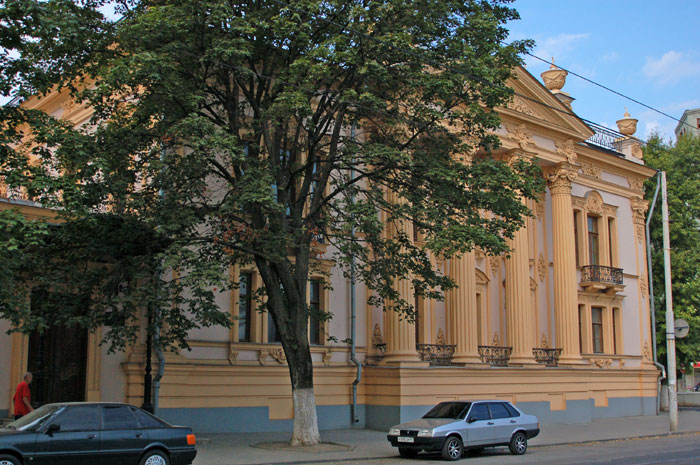
2006年的阿爾費拉基宮
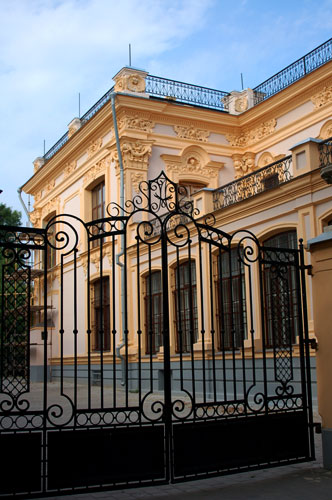
2006年的阿爾費拉基宮

## 博物館藏品
阿爾費拉基宮收藏的文物以歷史或藝術人物為主題，博物館擁有約78,580件展品。當前共設有13個展廳。並以幾個類別為代表：考古學、金屬、武器、陶瓷、玻璃、織物、繪畫、雕塑、錢幣學等。.
多數代表人物則包括俄羅斯沙皇亞歷山大一世和彼得一世、劇作家和詩人內斯托爾·庫科爾尼克、俄羅斯紋章學創始人亞歷山大·拉基爾、女演員法依娜·拉涅夫斯卡婭、兒童讀物作者伊萬·瓦西連科、浪漫主義作曲家阿基利斯·阿爾費拉基、保羅·馮·倫寧坎普將軍等文物。

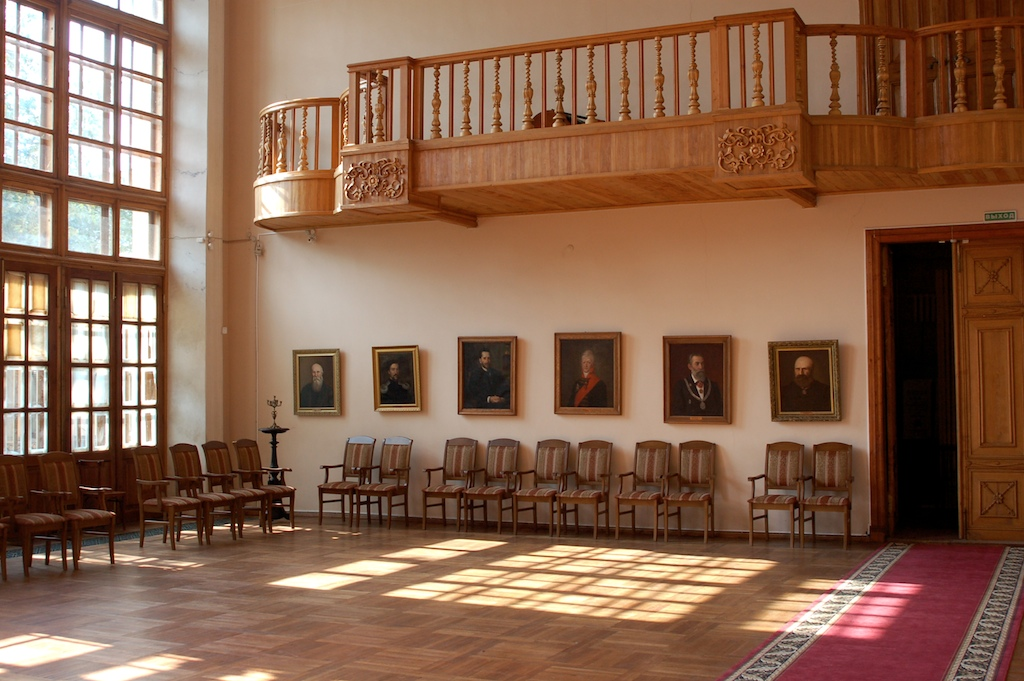
阿爾費拉基宮的禮堂，上面放有19世紀塔甘羅格州長和市長的肖像。
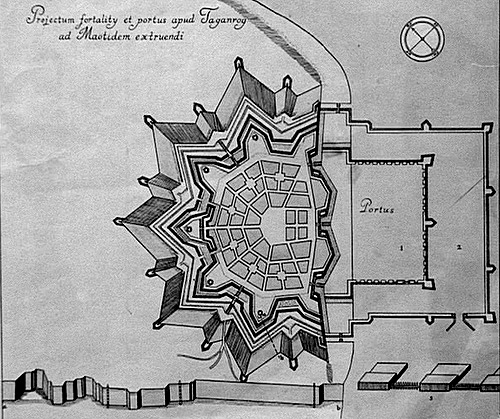
聖三一堡壘和塔甘羅格海港設計圖
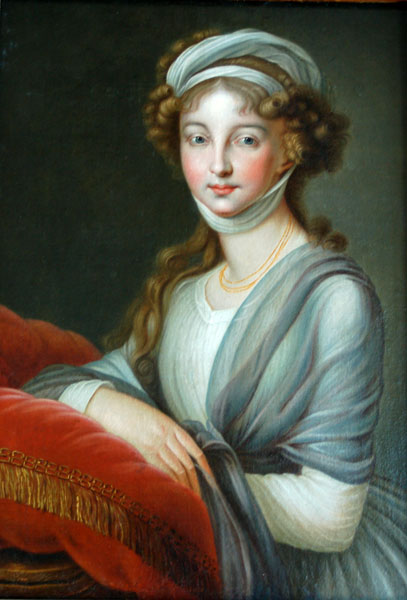
伊丽莎白·阿列克谢耶芙娜肖像畫
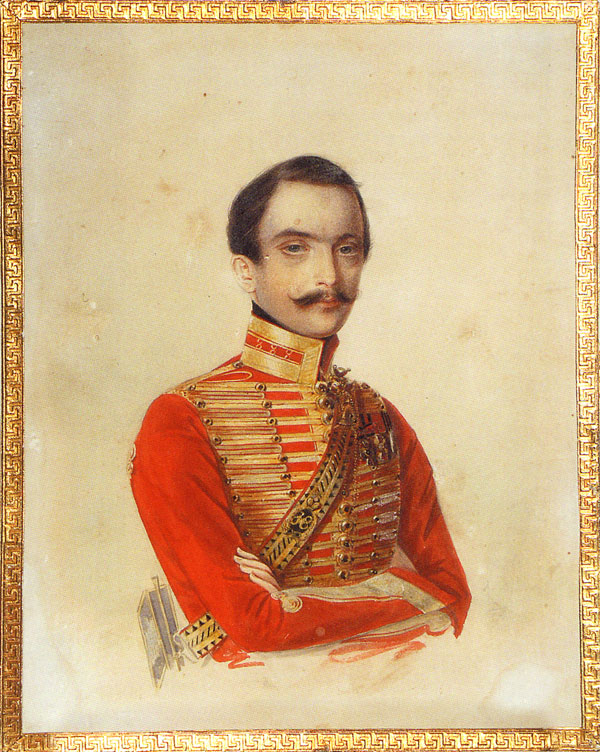
亞歷山大·雷米（英语：Alexandre_Remi）肖像畫
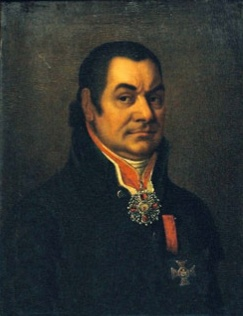
約安尼斯·瓦爾瓦基斯肖像畫，由link-en|弗拉迪米爾·博羅維科夫斯基
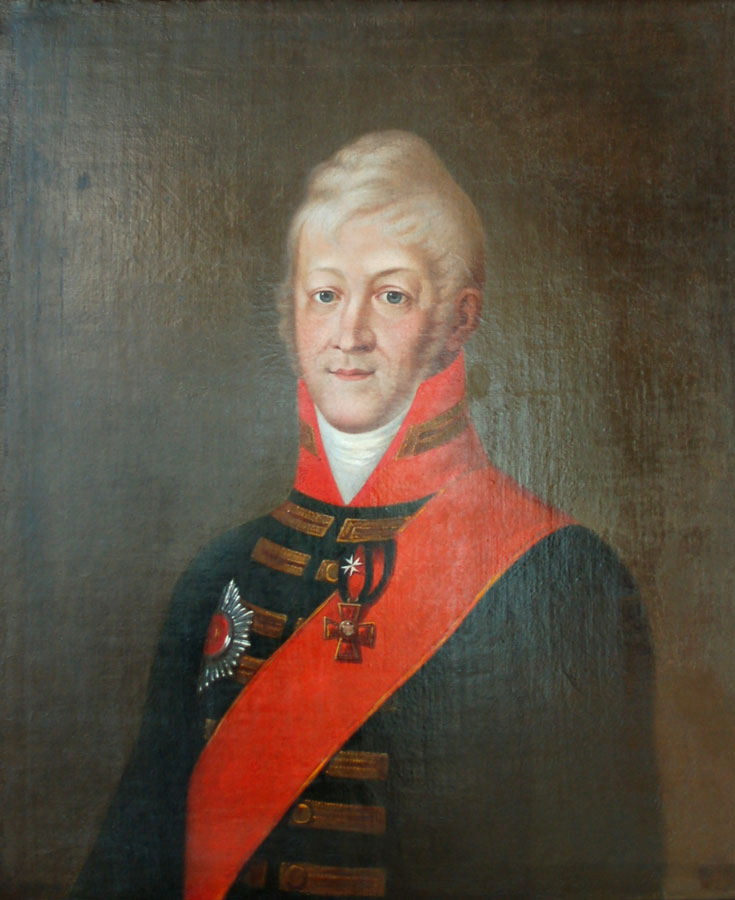
巴爾塔薩·馮·坎彭豪森（英语：Balthasar_von_Campenhausen）肖像畫
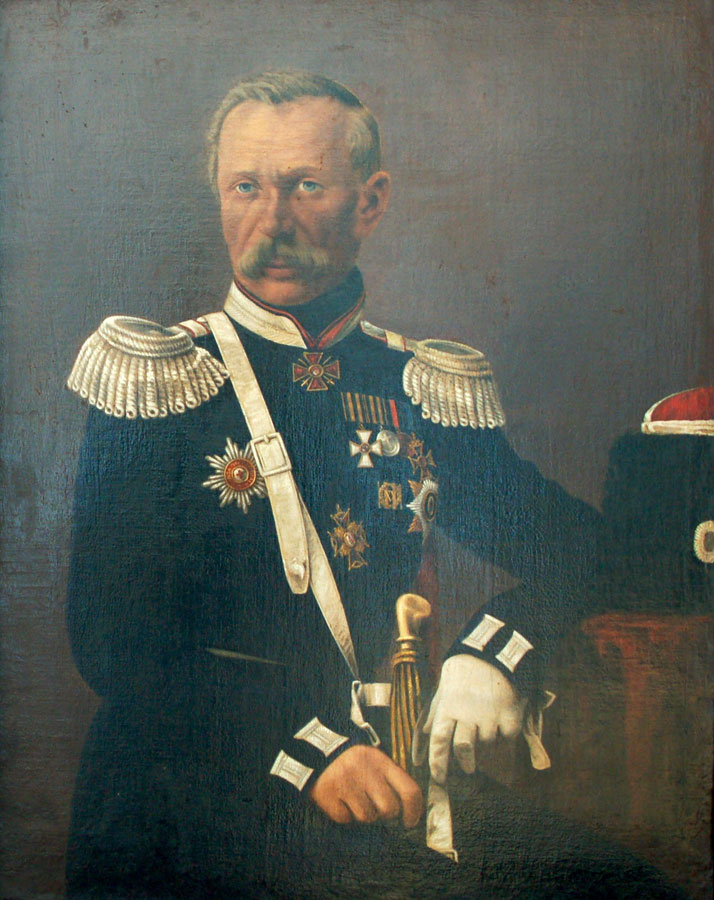
伊万·克拉斯諾夫（英语：Ivan_Krasnov）肖像畫
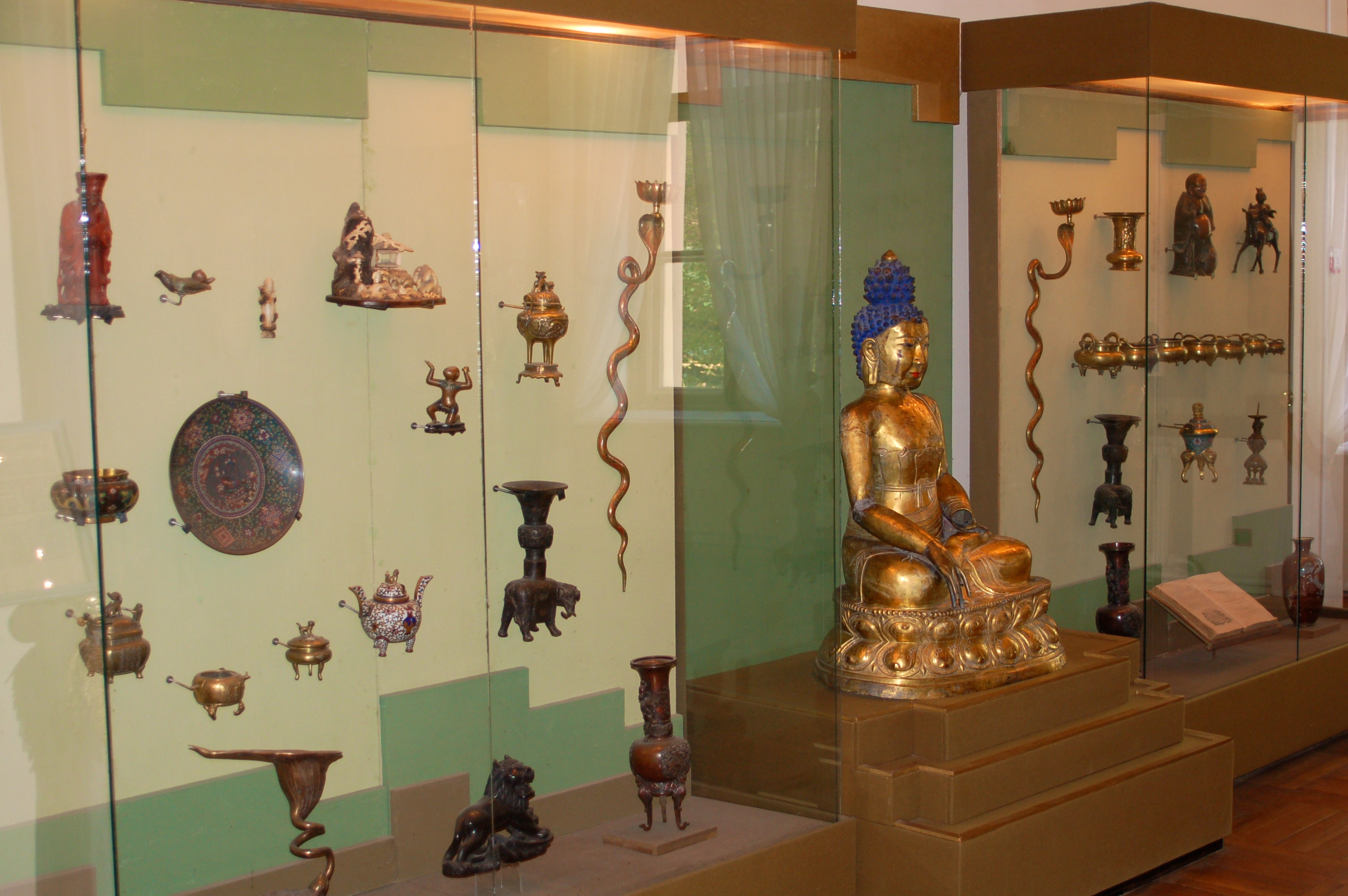
保罗·冯·伦宁坎普的搶劫品

## 外部連結
- Дворец Н. Д. Алфераки （页面存档备份，存于）
- История Таганрогского государственного литературного и историко-архитектурного музея-заповедника （页面存档备份，存于）
- Дворец Алфераки (Таганрогский краеведческий музей) // Памятники Дона （页面存档备份，存于）